# Campeonato Mineiro de Voleibol Feminino de 2022
O Campeonato Mineiro de Voleibol Feminino de 2022 foi a edição desta competição organizada pela Federação Mineira de Vôlei. Participarão do torneio quatro equipes provenientes de dois municípios mineiros Belo Horizonte e Uberlândia, além de duas equipes convidadas de Vinhedo e Taguatinga, no período de 26 a 28 de outubro, todos os jogos realizados na Arena Praia e com transmissão por parte do serviço streaming da TV NSports.

## Sistema de Disputa
O torneio será disputado em turno único, no qual todas as equipes jogam entre si, a definição do pódio será definida por meio do sistema de pontos corridos (circuito).

## Equipes Participantes
Equipes que disputam a Campeonato Mineiro de Voleibol Feminino de 2022:
| Equipe                           | Cidade         | Última participação | Mineiro 2021 |
| -------------------------------- | -------------- | ------------------- | ------------ |
| Praia Clube                      | Uberlândia     | Mineiro 2021        | 1º           |
| CC Valinhos/Just For You/Vinhedo | Vinhedo        | Mineiro 2020        | 4º           |
| Minas Tênis Clube                | Belo Horizonte | Mineiro 2021        | 2º           |
| Brasília Vôlei                   | Taguatinga     | Mineiro 2021        | 3º           |

### Classificação
- Vitória por 3 sets a 0 ou 3 a 1: 3 pontos para o vencedor;
- Vitória por 3 sets a 2: 2 pontos para o vencedor e 1 ponto para o perdedor.
- Não comparecimento, a equipe perde 2 pontos.
- Em caso de igualdade por pontos, os seguintes critérios servem como desempate: número de vitórias, média de sets e média de pontos.

|  |         |
|  | Campeão |

|     |                                  |     | Jogos | Jogos | Jogos | Resultados | Resultados | Resultados | Resultados | Resultados | Resultados | Sets | Sets | Sets  | Pontos | Pontos | Pontos |
| Pos | Equipe                           | Pts | T     | V     | D     | 3–0        | 3–1        | 3–2        | 2–3        | 1–3        | 0–3        | V    | P    | R     | V      | P      | R      |
| --- | -------------------------------- | --- | ----- | ----- | ----- | ---------- | ---------- | ---------- | ---------- | ---------- | ---------- | ---- | ---- | ----- | ------ | ------ | ------ |
| 1   | Minas Tênis Clube                | 9   | 3     | 3     | 0     | 1          | 2          | 0          | 0          | 0          | 0          | 9    | 2    | 4.500 | 271    | 218    | 1.243  |
| 2   | Praia Clube                      | 6   | 3     | 2     | 1     | 2          | 0          | 0          | 0          | 1          | 0          | 7    | 3    | 2.333 | 233    | 201    | 1.159  |
| 3   | Brasília Vôlei                   | 3   | 3     | 1     | 2     | 1          | 0          | 0          | 0          | 0          | 2          | 3    | 6    | 0.500 | 199    | 201    | 0.990  |
| 4   | CC Valinhos/Just For You/Vinhedo | 0   | 3     | 0     | 3     | 0          | 0          | 0          | 0          | 1          | 2          | 1    | 9    | 0.111 | 165    | 248    | 0.665  |

Resultados
| 26 de outubro de 2022 17:00 Relatório | Minas Tênis Clube | 3 — 0             | Brasília Vôlei | Arena Praia , Uberlândia |
| 26 de outubro de 2022 17:00 Relatório | 25                | Set 1 Set 2 Set 3 | 22 19 23       | Arena Praia , Uberlândia |

| 26 de outubro de 2022 19:30 Relatório | Praia Clube | 3 — 0             | CC Valinhos/Vôlei Just For You/Vinhedo | Arena Praia , Uberlândia |
| 26 de outubro de 2022 19:30 Relatório | 25          | Set 1 Set 2 Set 3 | 11 17 15                               | Arena Praia , Uberlândia |

| 27 de outubro de 2022 17:00 Relatório | Minas Tênis Clube | 3 — 1                   | CC Valinhos/Vôlei Just For You/Vinhedo | Arena Praia , Uberlândia |
| 27 de outubro de 2022 17:00 Relatório | 25 23 25          | Set 1 Set 2 Set 3 Set 4 | 17 12 25 17                            | Arena Praia , Uberlândia |

| 27 de outubro de 2022 19:30 Relatório | Praia Clube | 3 — 0             | Brasília Vôlei | Arena Praia , Uberlândia |
| 27 de outubro de 2022 19:30 Relatório | 25          | Set 1 Set 2 Set 3 | 21 22 17       | Arena Praia , Uberlândia |

| 28 de outubro de 2022 17:00 [ Relatório] | Brasília Vôlei | 3 — 0             | CC Valinhos/Vôlei Just For You/Vinhedo | Arena Praia , Uberlândia |
| 28 de outubro de 2022 17:00 [ Relatório] | 25             | Set 1 Set 2 Set 3 | 15 16 20                               | Arena Praia , Uberlândia |

| 28 de outubro de 2022 19:30 [ Relatório] | Praia Clube | 1 — 3                   | Minas Tênis Clube | Arena Praia , Uberlândia |
| 28 de outubro de 2022 19:30 [ Relatório] | 25 21 15 22 | Set 1 Set 2 Set 3 Set 4 | 23 25             | Arena Praia , Uberlândia |

## Classificação final
| Classficação | Equipe                           |
| ------------ | -------------------------------- |
| 1            | Minas Tênis Clube                |
| 2            | Praia Clube                      |
| 3            | Brasília Vôlei                   |
| 4            | CC Valinhos/Just For You/Vinhedo |

## Premiações
| Campeonato Mineiro de 2022            |
| ------------------------------------- |
| Minas Tênis Clube Campeão (8º título) |